# Semn comemorativ al forțării Nistrului de către trupele Frontului II Ucrainean în 1944 (Cosăuți)
Semn comemorativ al forțării Nistrului de către trupele Frontului II Ucrainean în 1944 este un monument amplasat în Cosăuți, raionul Soroca, Republica Moldova. Este un monument istoric de importanță națională inclus în Registrul monumentelor Republicii Moldova ocrotite de stat cu nr. 2672 (raionul Soroca). Datează din 1969.